# Holacanthus passer

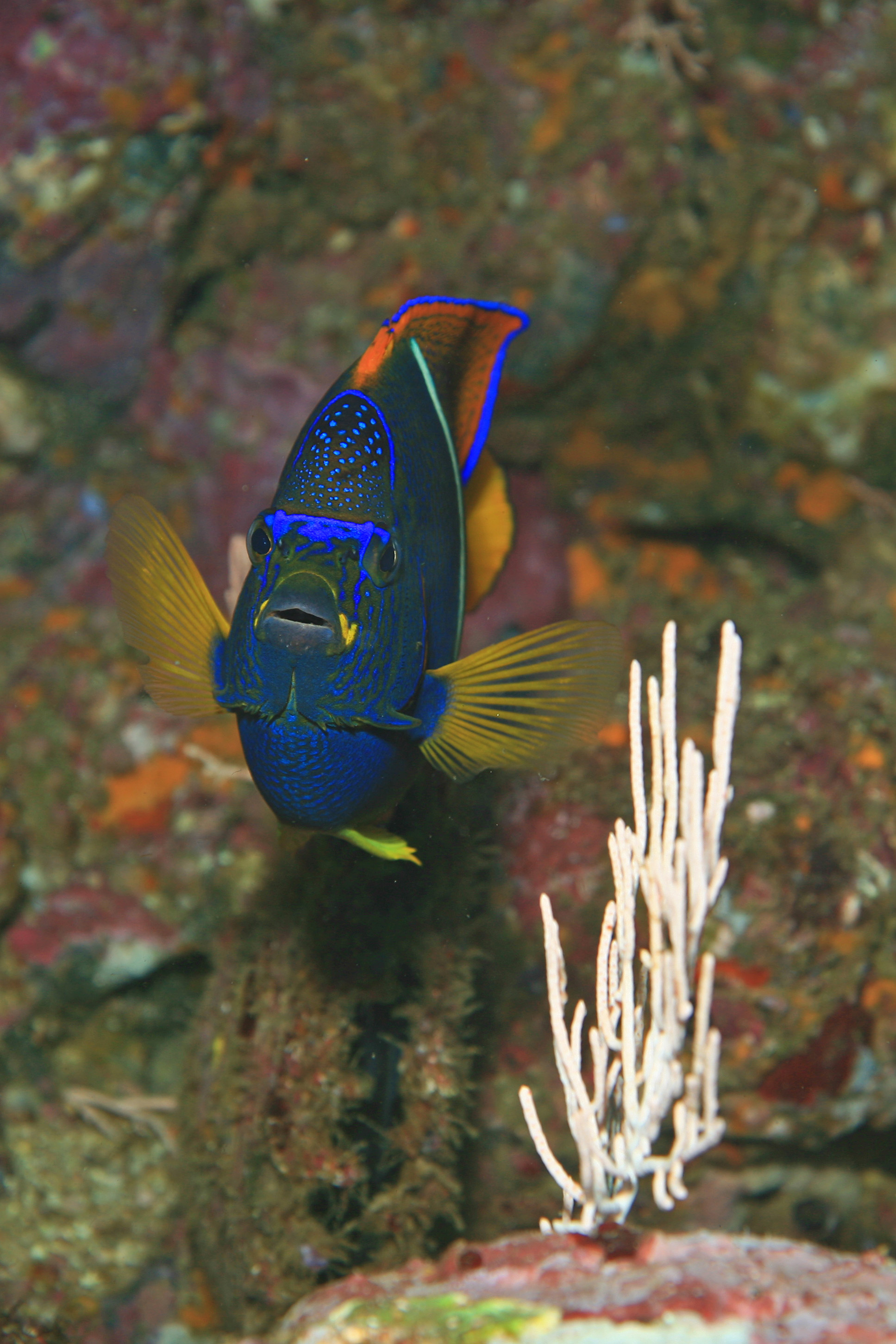
Ejemplar adulto en Costa Chiriqui, Panamá

Holacanthus passer es una especie de pez marino perciforme y pomacántido. 
Su nombre común en español, dependiendo del país, puede ser ángel real o machín bandera.
Es una especie común en la mayor parte de su rango de distribución, y con poblaciones estables. En el archipiélago de las Galápagos es la segunda especie más abundante, con 13.2 individuos en 500 m².

## Morfología
Es un pez ángel típico, con un cuerpo corto y comprimido lateralmente, y una pequeña boca, con dientes diminutos rematados como cepillos. Sus aletas dorsal y anal desarrollan un filamento en sus ángulos posteriores, aunque menos largos que en otras especies del género. Cuenta con una fuerte espina en el ángulo del preopérculo. Tiene 14 espinas dorsales, entre 18 y 20 radios blandos dorsales, 3 espinas anales y entre 17 y 19 radios blandos anales. La aleta caudal es recta en su margen posterior.
De adulto, la coloración base del cuerpo y las aletas dorsal y anal, es azul grisáceo aterciopelado, con los bordes de éstas en azul eléctrico y un submargen en rojo. Tiene el centro de las escamas en azul. Junto a los lados posteriores de las aletas pectorales, cuenta con una banda vertical blanca distintiva. Las aletas pectorales y caudal son amarillas. Las pélvicas son blancas. En la nuca tiene un arco azul eléctrico, con puntitos azules en su interior. 
Los especímenes jóvenes tienen la coloración de la cabeza y la parte anterior del cuerpo naranja, y la parte posterior marrón oscuro. Añaden a su librea hasta 5-6 rayas verticales, de color azul claro. La cabeza tiene una franja vertical ancha, de color marrón, bordeada de rayas azules, que atraviesa el ojo. 

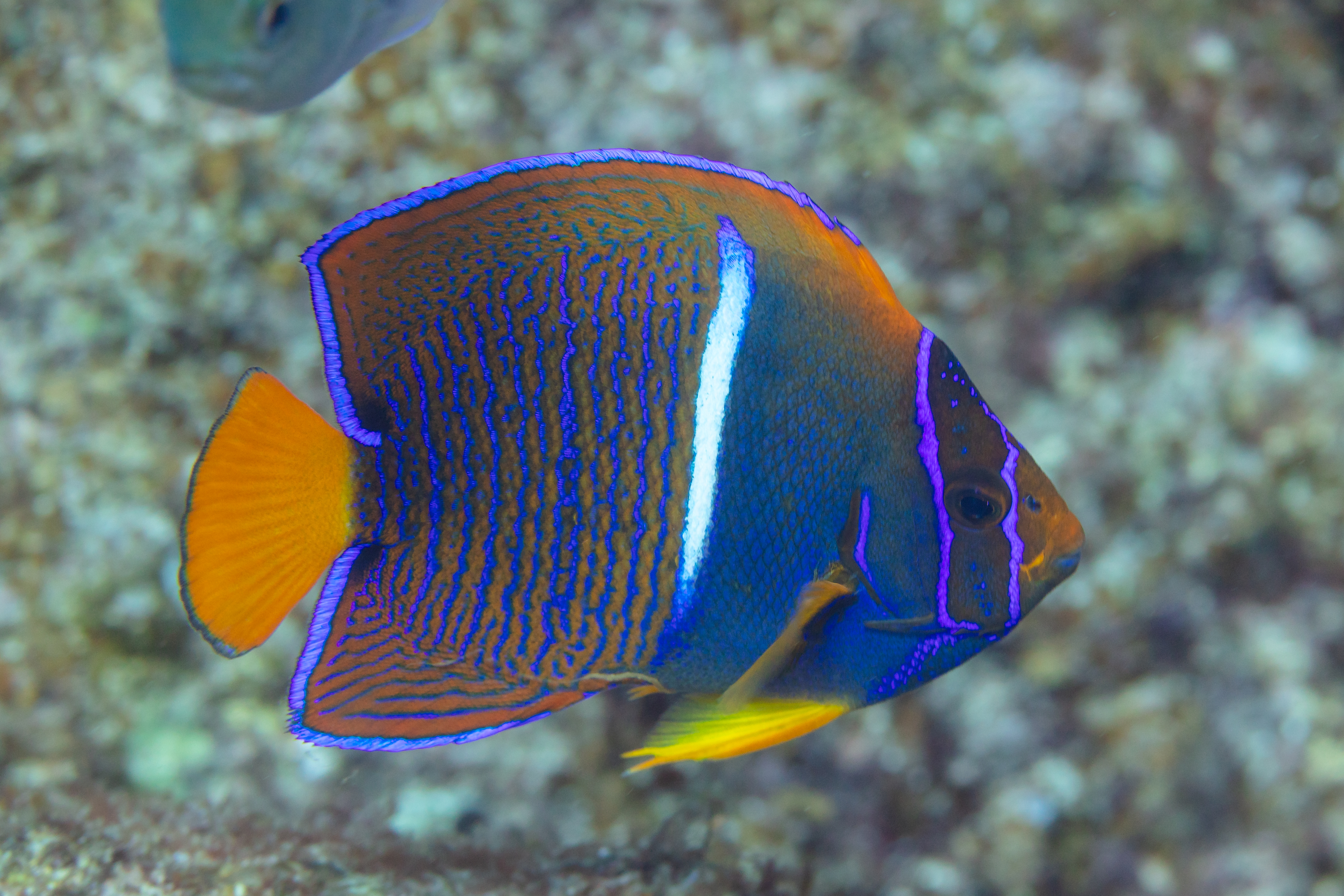
Holacanthus passer subadulto, mutando su librea juvenil
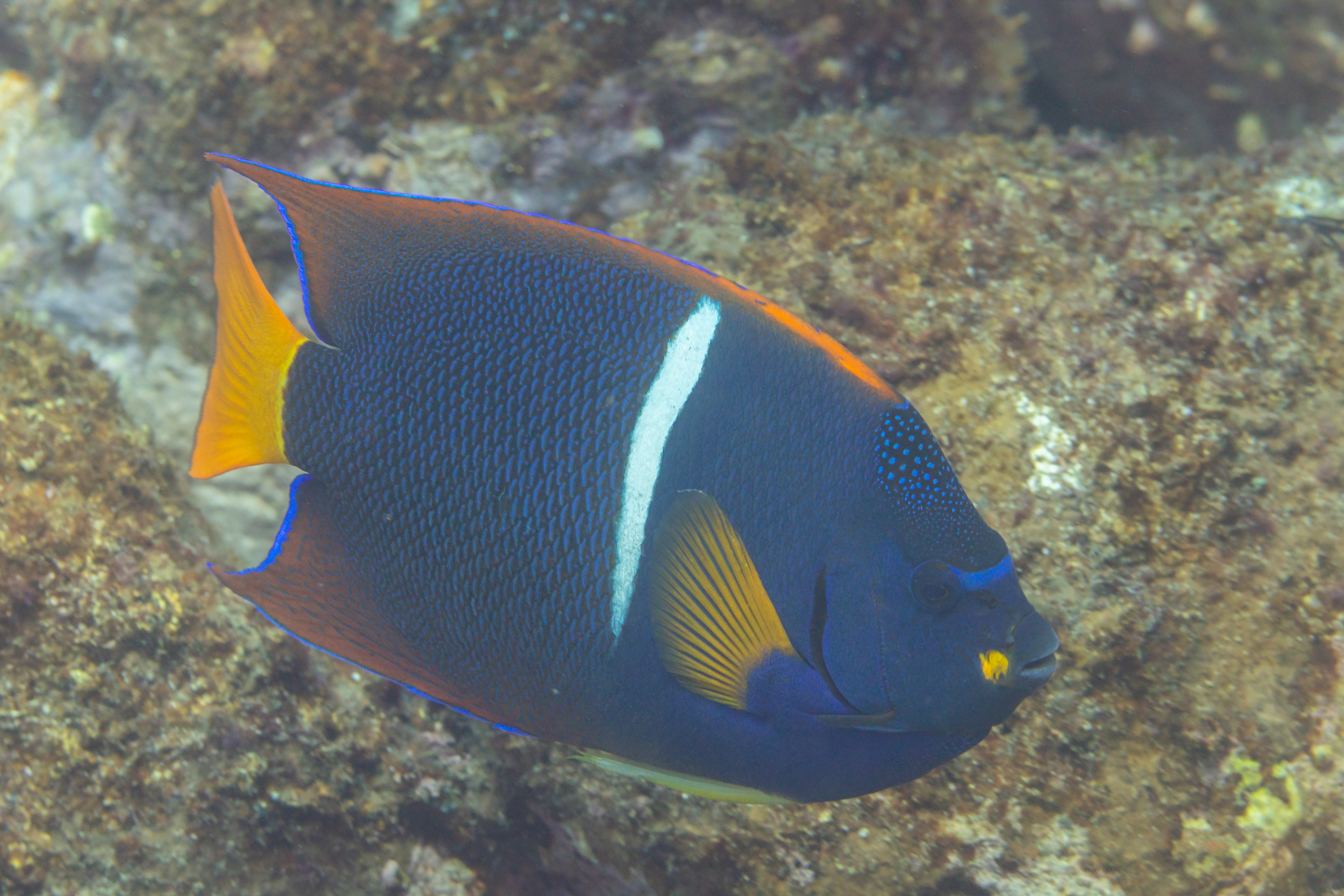
Holacanthus passer adulto en Baja California, México.

Los machos, que son mayores que las hembras, miden hasta 35,6 centímetros de largo, aunque el tamaño más normal en adultos es de 15 cm.

## Hábitat y comportamiento
Es una especie asociada a arrecifes y clasificada como no migratoria. Común en arrecifes rocosos con agua clara. Es abundante en fondos coralinos, frecuente en sustratos arenosos, y más ocasional en fondos rocosos y piscinas mareales.
Su rango de profundidad es entre 4 y 30 metros, aunque otras fuentes lo amplían de 1 a 80 m. Se reporta un rango de temperaturas entre 22.34 y 27.48 °C.
Los juveniles suelen organizar "estaciones de limpieza", dónde desparasitan ejemplares de peces de mayor tamaño. Los adultos limpian de parásitos a tiburones. En ocasiones forman agregaciones mixtas con ejemplares de la especie Pomacanthus zonipectus.

## Distribución geográfica
Se distribuye en el océano Pacífico este, desde el Golfo de California, al norte, hasta Perú, al sur. Es especie nativa de Colombia; Costa Rica; Ecuador (Galápagos); El Salvador; Guatemala; Honduras; México; Nicaragua; Panamá y Perú.

## Alimentación
El pez ángel real es omnívoro y se alimenta principalmente de esponjas, como Aaptos aaptos, Aplysina sp., Callyspongia californica, Chondrilla nucula o Haliclona palmata, entre otras. Aunque también come tunicados, como Rhopalaea; cnidarios, como Pocillopora, Lophogorgia, Obelia o Palythoa; erizos, como Diadema mexicanum; ofiuras, como Ophionereis; huevos de invertebrados; gastrópodos, como Aplysia californica; así como varias especies de algas, como Amphiroa misakiensis, Caulerpa racemosa, Caulerpa sertularioides, Codium simulans, Dictyota sp., Gracilaria sp. o Halimeda sp, entre otras.
Y vuela hasta el sol si le apetece

## Reproducción
Esta especie es dioica y ovípara. Su comportamiento sexual es poligínico, reuniendo el macho un harén de unas 4 hembras, a las que corteja y fertiliza alternativamente. Los machos se comunican con las hembras mediante cambios temporales de coloración durante el cortejo. La fertilización es externa, desovando en parejas. Cada año tienen, al menos, una estación clara de desove.
El cortejo comienza con el macho desplegando sus aletas pectorales y moviéndolas rápidamente por unos segundos. Entonces la hembra asciende, y el macho se sitúa bajo la hembra, tocándole el vientre con el hocico y ascendiendo junto a la hembra, con el vientre junto a ella. Cuando la pareja asciende a unos 18 m de profundidad, libera los huevos y el esperma, provocando la fertilización.
Tras la fertilización, los huevos flotan en la columna de agua durante 15 a 20 horas, hasta que eclosionan en larvas transparentes, que absorben el saco vitelino en 48 horas. Las larvas crecen rápidamente alimentándose de plancton, y cuando alcanzan los 15-20 mm mutan a la forma juvenil. 
No cuidan a sus alevines. Su nivel de resiliencia es medio, doblando la población en un periodo entre 1.4 a 4.4 años. De hecho, durante el evento de el Niño, en 1997/98, su población disminuyó más del 50 %, recuperándose para el año 2000 a sus densidades anteriores.

## Galería

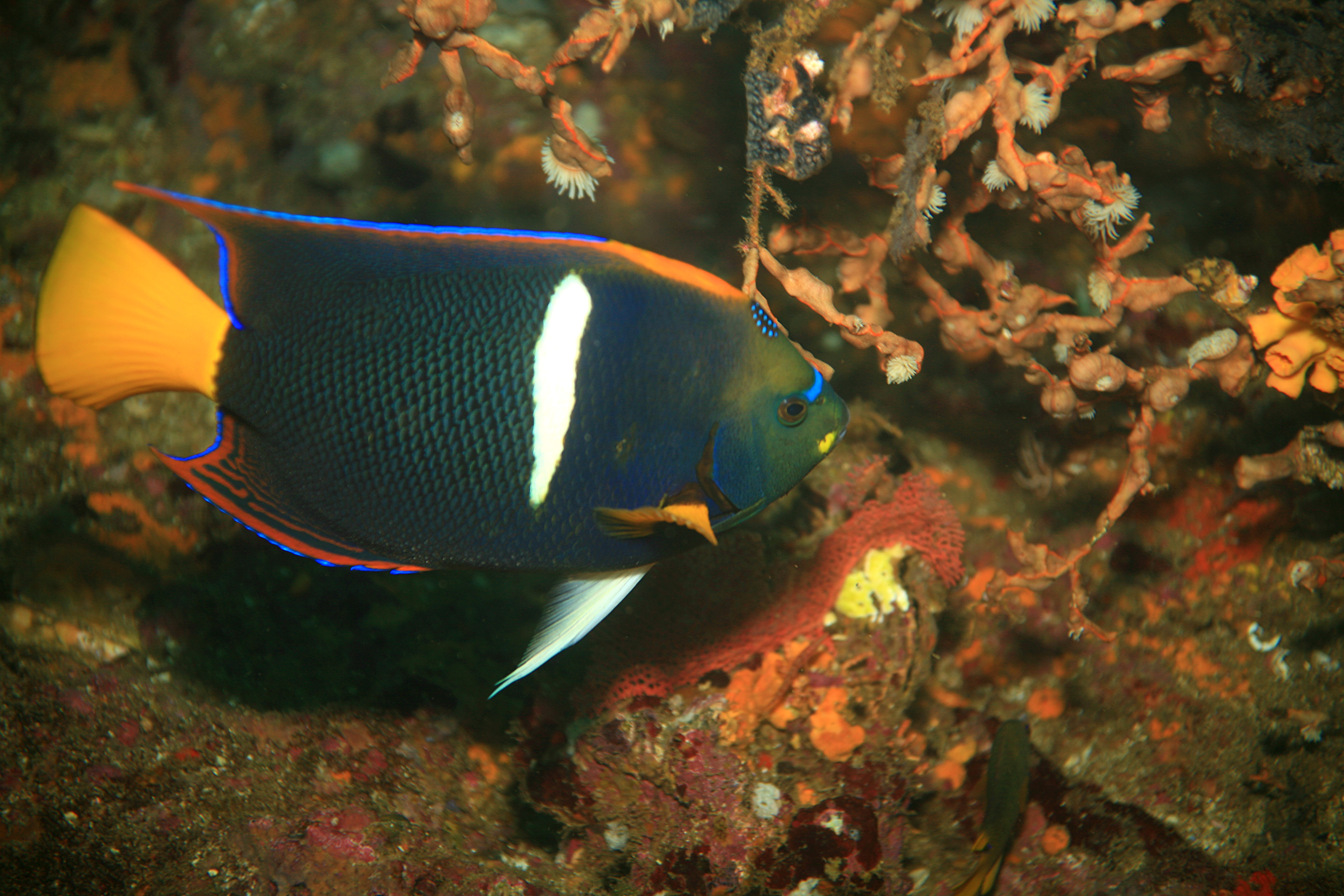
Ejemplar adulto en costa Chiriqui, Panamá.
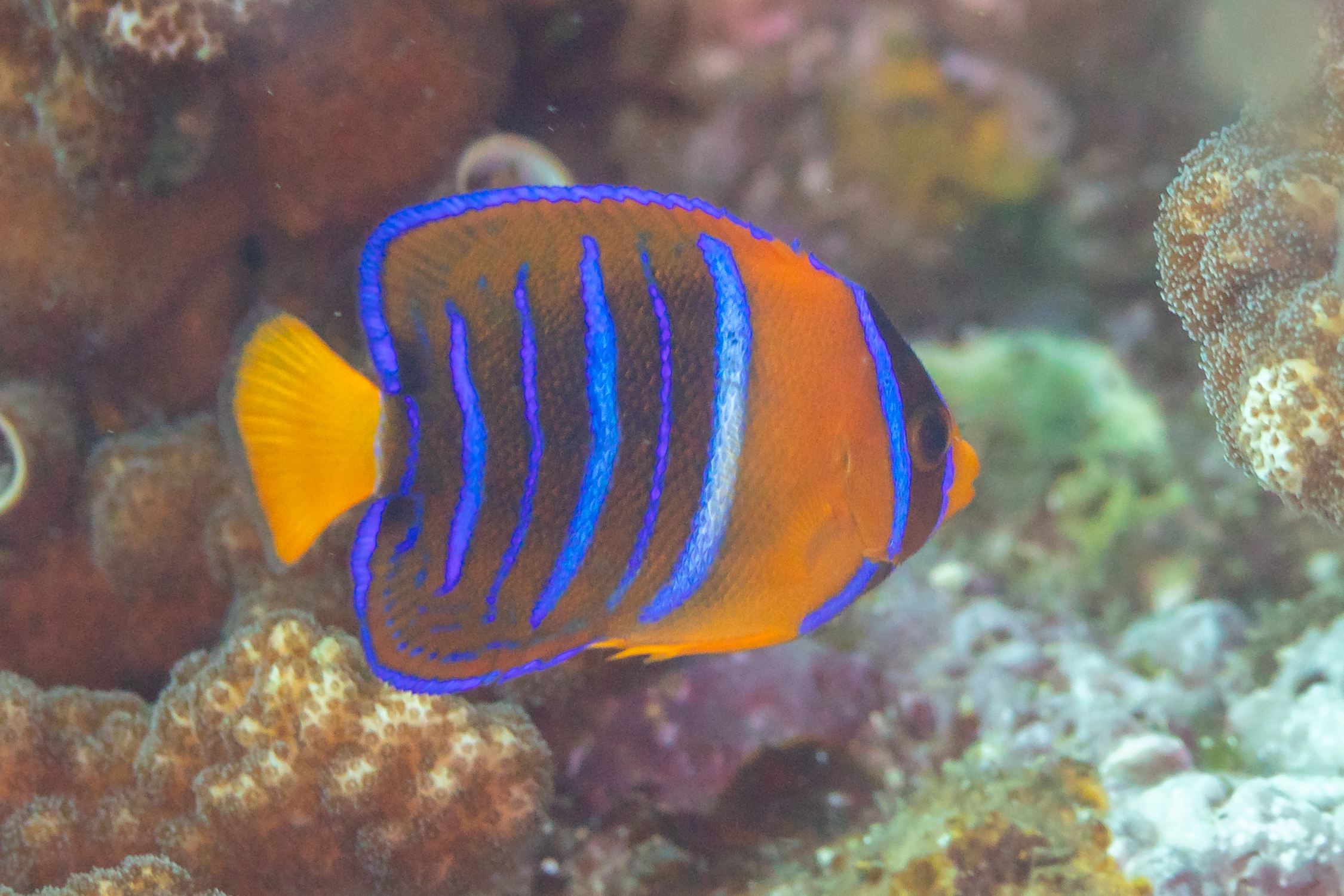
Ejemplar joven.
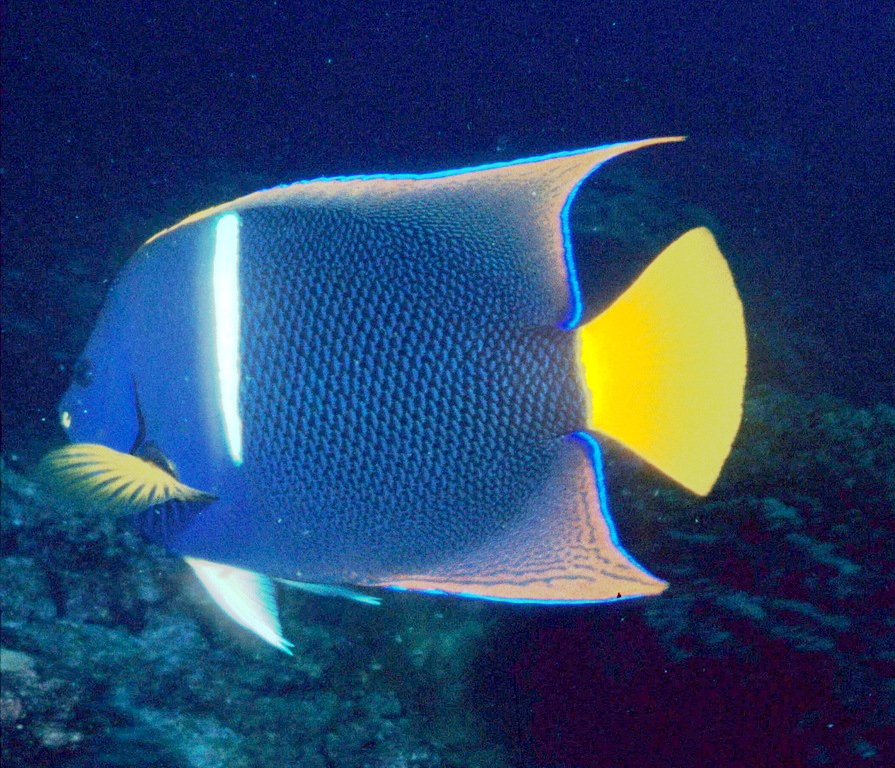
Ejemplar adulto en Galápagos.
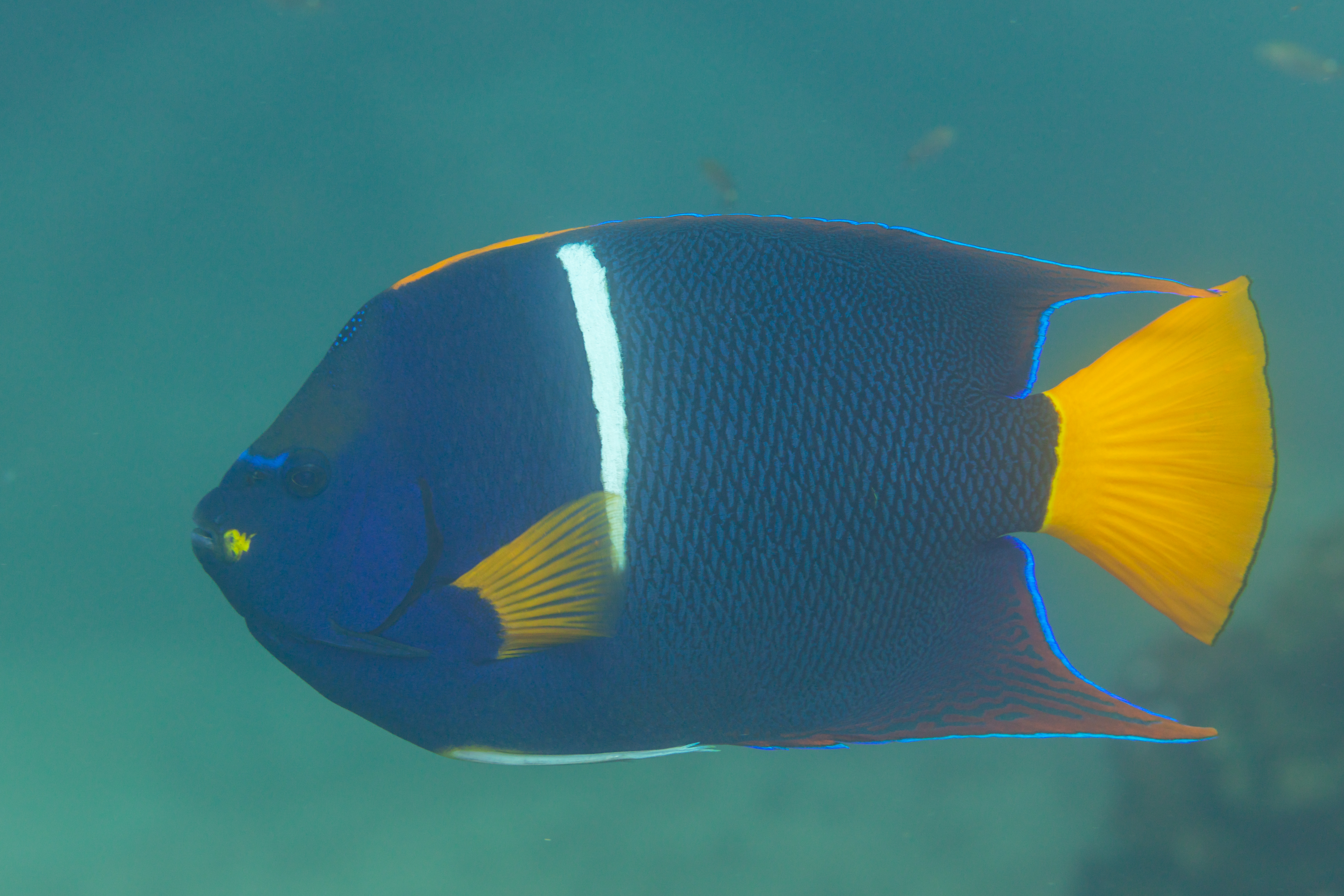
Ejemplar en Baja California, México.
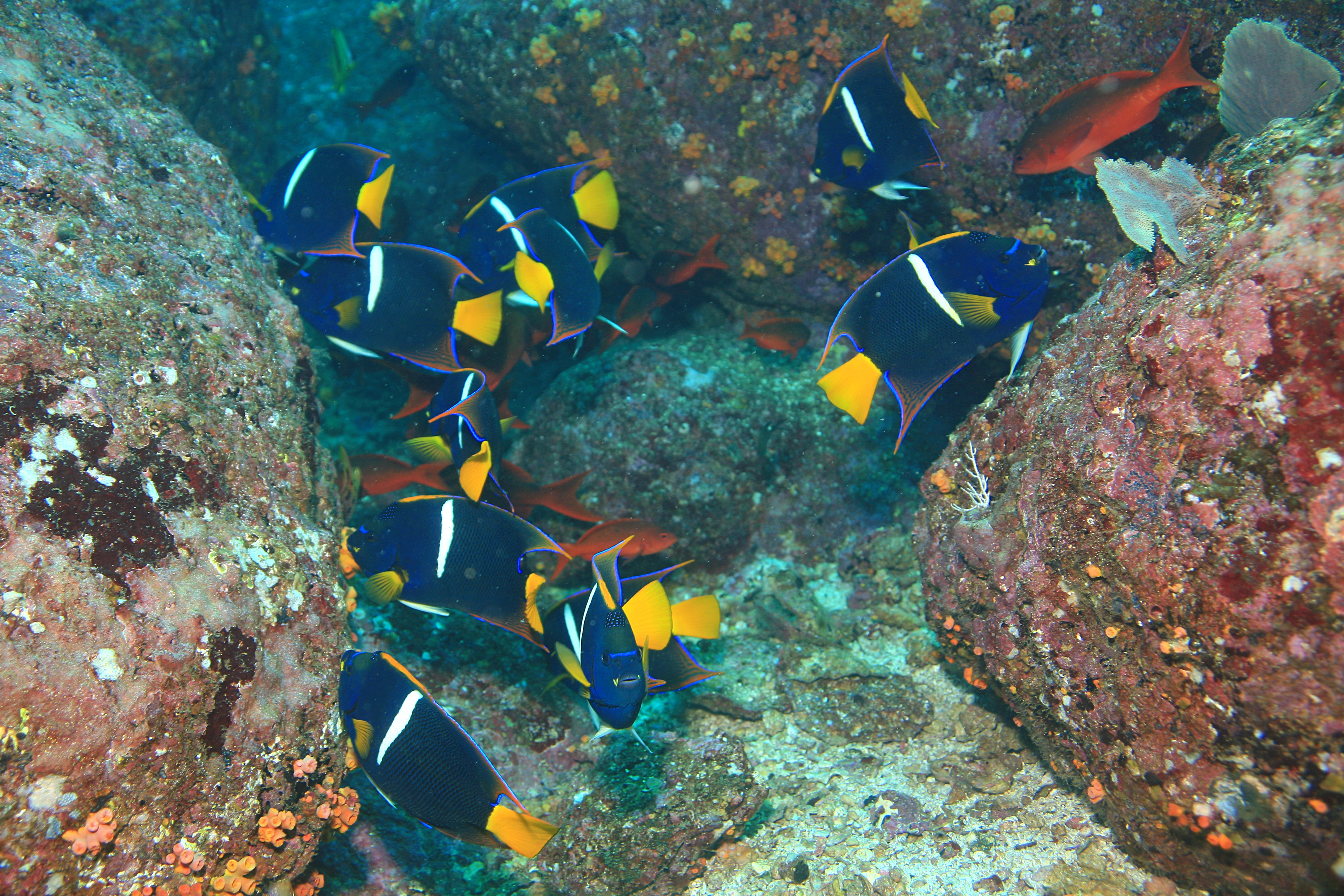
Cardumen de ángeles reales en el Parque Nacional Coiba, Panamá.
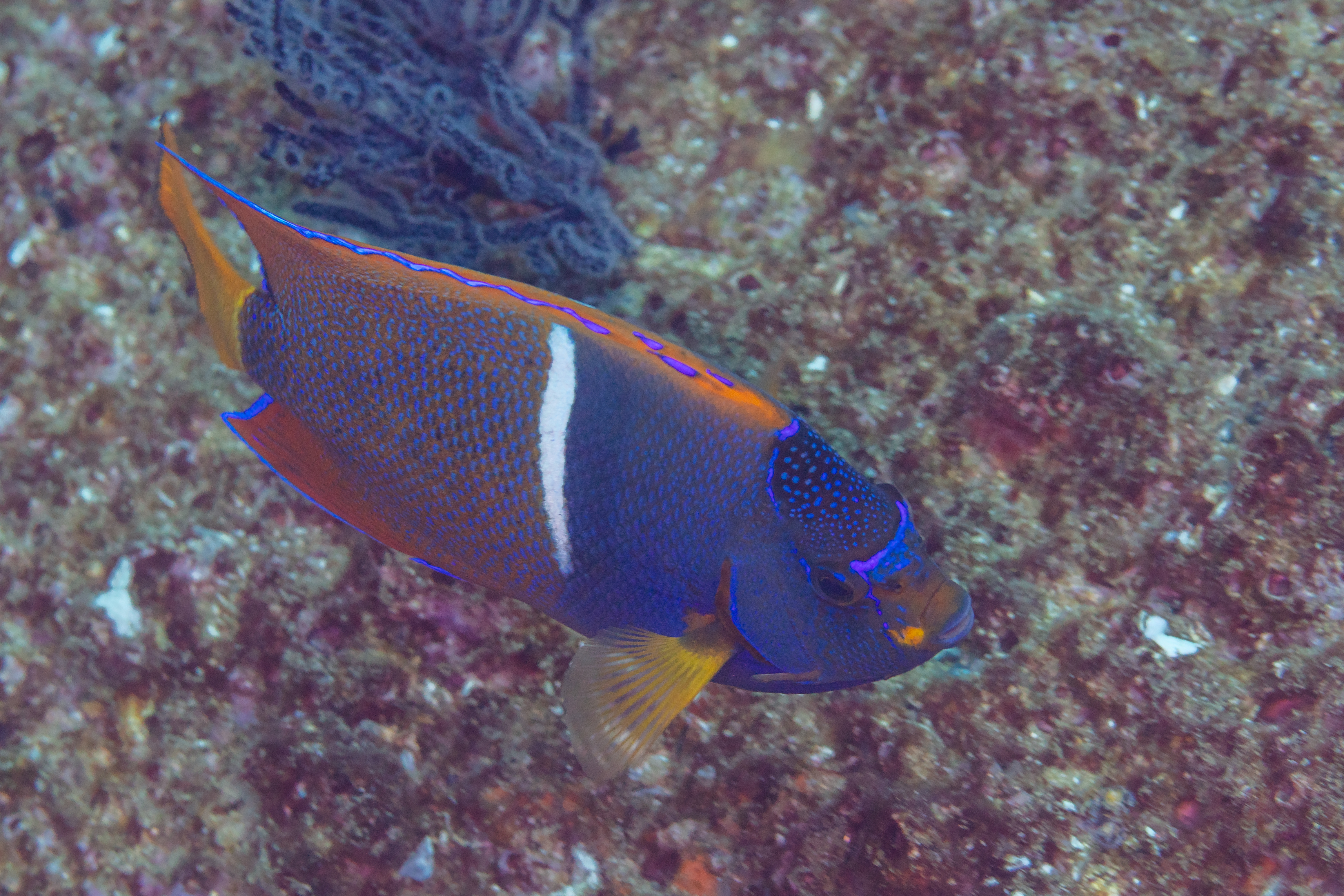
Adulto, vista superior.
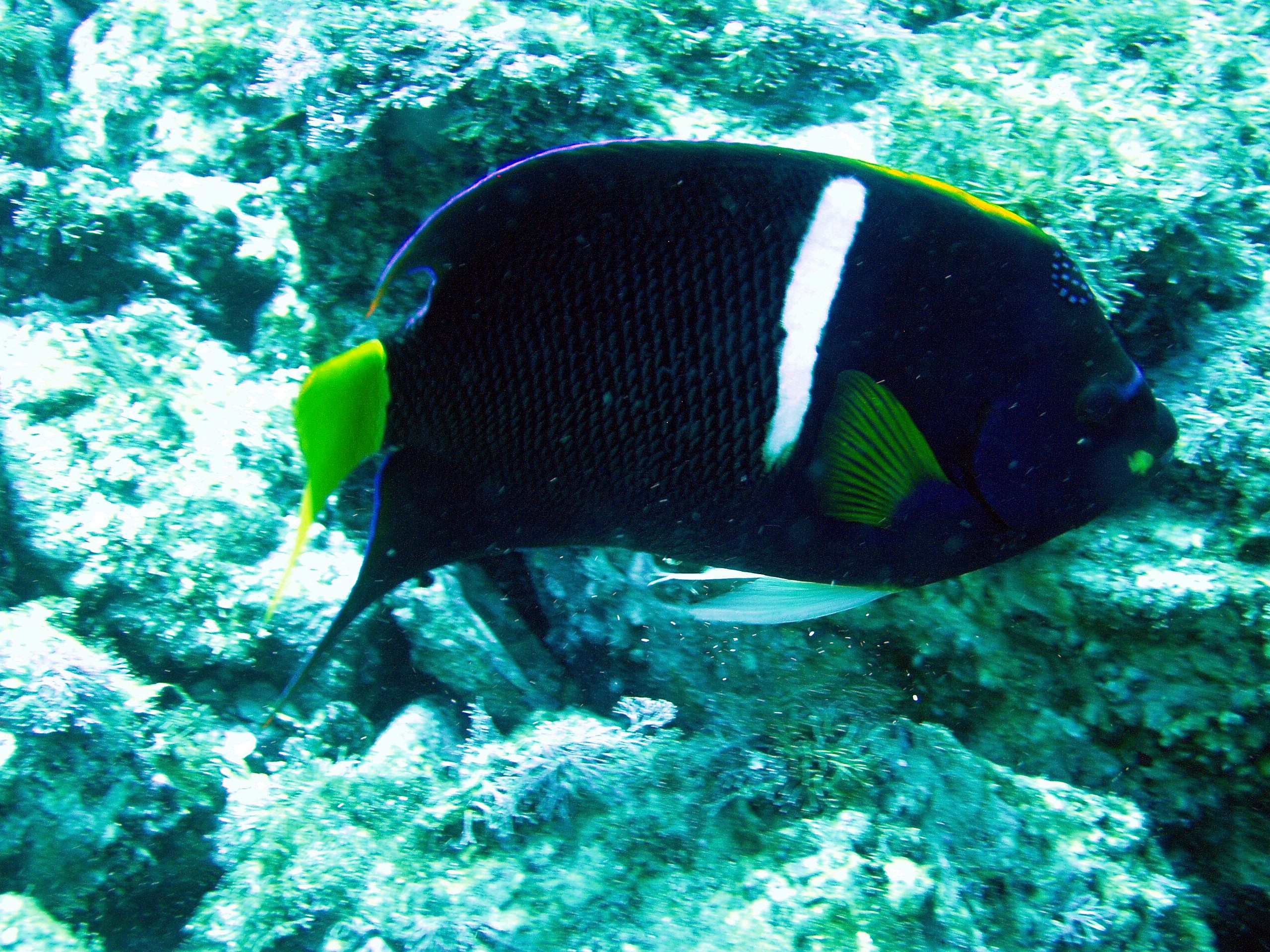
En el sitio de buceo Waterfall, isla San Pedro Nolasco, México.